# RMS Antonia
O R.M.S. Antonia e o Andania foram os dois primeiros de seis navios da classe "A" de 14 000 toneladas construídos para a Cunard para o ano de 1920.

## História
O Antonia foi construído pelo estaleiro Vickers Ltd. da Inglaterra e lançado em 1921. Sua viagem inaugural foi do porto de Londres para Montreal em 15 de Junho de 1922. O navio ficou na rota Londres-Canadá até 1928. O Antonia também foi requisitado durante a Segunda Guerra Mundial, e serviu para transportar as tropas e depois armamentos. Ele foi comprado pela Admiralty que reparou o navio em 1942 e o rebatizou de Wayland. O navio foi desmontado em 1948.